# Le Barp

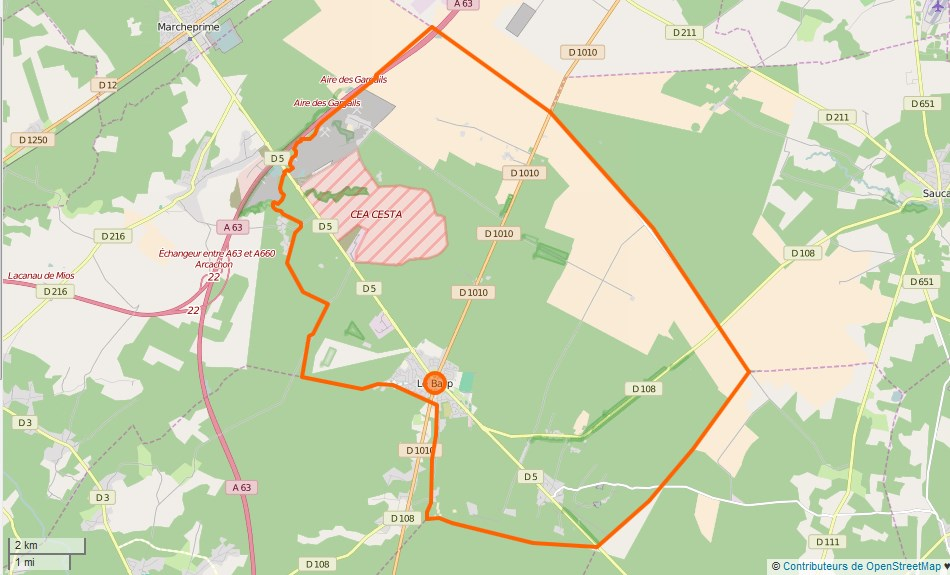
Gemeindegrenzen von Le Barp

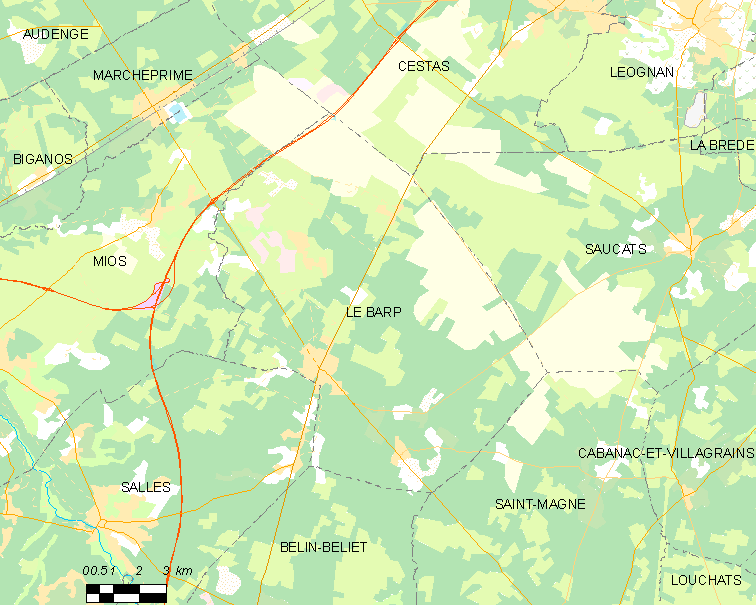
Umgebungskarte von Le Barp

Le Barp (gaskognisch: Lo Barp) ist eine französische Stadt mit 5.713 Einwohnern (Stand: 1. Januar 2022) im Département Gironde in der Region Nouvelle-Aquitaine. Sie gehört zum Arrondissement Arcachon und zum Kanton Les Landes des Graves. Die Einwohner werden Barpais genannt.

## Geografie
Le Barp liegt im Süden des Départements im Regionalen Naturpark Landes de Gascogne nahe dem Tal der Eyre (Val d’Eyre). Ihr Zufluss Lacanau durchquert das Gemeindegebiet im Norden. Umgeben wird Le Barp von den Nachbargemeinden Cestas im Norden, Saucats im Osten und Nordosten, Saint-Magne im Osten und Südosten, Belin-Béliet im Süden, Salles im Südwesten sowie Mios im Westen und Nordwesten.
Durch die Gemeinde führt die frühere Route nationale 10 (heutige D1010). Am Nordwestrand der Gemeinde verläuft die Autoroute A63.

## Geschichte
Im 13. Jahrhundert wurde das Siechenhaus (Hôpital) von Le Barp an der Stelle errichtet, an dem sich die heutige Kirche befindet.

### Bevölkerungsentwicklung
| Jahr      | 1962 | 1968 | 1975 | 1982 | 1990 | 1999 | 2006 | 2011 |
| Einwohner | 892  | 958  | 1303 | 2238 | 2584 | 3242 | 4293 | 4688 |

## Sehenswürdigkeiten
- Kirche Saint-Jacques mit Glockenturm aus dem 18. Jahrhundert (siehe auch: Liste der Monuments historiques in Le Barp)